# Velká Trasovka
Velká Trasovka (též Pstružný potok nebo Malá Střela) je potok v okrese Karlovy Vary. Potok je dlouhý 20,4 km, plocha povodí měří 86,8 km² a průměrný průtok v ústí je 0,47 m³/s. Spravuje ho státní podnik Povodí Vltavy.

## Průběh toku
Potok pramení v Doupovských horách ve Vojenském újezdu Hradiště na východních svazích hory Hradiště v nadmořské výšce 860 metrů. V okolí prameniště se nachází bezkolencové louky, na kterých roste kosatec sibiřský, upolín evropský a zvonečník hlavatý. Na loukách hnízdí tetřívek obecný.
Potok od prameniště teče k jihu, míjí bývalý Dolní Kleiův mlýn a opouští vojenský prostor. Za vesnicí Luka se stáčí k jihovýchodu a protéká mírně zvlněnou zemědělskou krajinou podhůří Doupovských hor. Západně od vsi Skřipová se stáčí na jih a nad Václavským mlýnem u Štoutova vtéká do Tepelské vrchoviny. Do Střely se vlévá z levé strany v nadmořské výšce 470 metrů asi půl kilometru západně od železniční zastávky Protivec.

### Větší přítoky
(L = levý, P = pravý)
- Lochotínský potok (L) u Verušiček
- Luční potok (L) jihozápadně od Skřipové
- Malá Trasovka (P) jižně od Kovářova